# Shūzō Matsuoka
Shūzō Matsuoka (松岡修造?, Matsuoka Shūzō; Tokyo, 6 novembre 1967) è un ex tennista giapponese. Arrivato in un'occasione nei quarti di finale a Wimbledon, Matsuoka ha vinto un titolo di singolare durante la sua carriera, a Seul nel 1992. Nello stesso anno ha ottenuto la sua migliore posizione nella classifica mondiale raggiungendo il 46º posto al mondo. Dopo il termine della sua carriera tennistica ha iniziato a lavorare come commentatore televisivo e ha realizzato una serie di brevi video motivazionali.

## Carriera agonistica
Matsuoka è diventato professionista nel 1986. Nel 1989 ha raggiunto la finale nel torneo di Wellington e, giocando con Steve Guy, ha conquistato il titolo di doppio ad Auckland. Nel 1991 Matsuoka ha ottenuto il suo miglior risultato in carriera in un torneo della categoria ATP Tour Masters 1000, i quarti di finale al Canada Open del 1991 a Montreal, dopo aver battuto in tre set Pete Sampras.
Nel 1992, grazie al successo nel torneo di Seoul, Matsuoka è diventato il primo tennista giapponese a vincere un torneo di singolare nell'ATP. Qualche mese più tardi al torneo su erba del Queen's Club ha battuto Goran Ivanisevic e il numero 2 al mondo Stefan Edberg prima di perdere in finale contro Wayne Ferreira.
Abile giocatore su erba, Matsuoka ha ottenuto il suo miglior risultato in un torneo del Grande Slam nel 1995 a Wimbledon nel 1995, dove ha battuto Karel Nováček, Mark Knowles, Javier Frana e Michael Joyce prima di essere eliminato da Pete Sampras in quattro set.
Durante l'ATP Tour del 1995 Matsuoka ha sofferto di crampi muscolari cronici. A febbraio, durante una partita di Coppa Davis contro Joseph Lizardo è stato costretto al ritiro. L'episodio più famoso si è verificato agli US Open del 1995. Durante il quarto set del suo match del primo turno contro Petr Korda, Matsuoka ha avvertito forti crampi alle cosce che lo hanno lasciato a contorcersi per il dolore in campo per diversi minuti. Le regole dell'epoca prevedevano la squalifica se Matsuoka, che non aveva subito un infortunio pur non essendo nelle condizioni di giocare, avesse ricevuto cure mediche. Per questo fu lasciato a soffrire fino a quando non fu squalificato per aver ritardato il proseguimento della partita. L'incidente portò a un cambiamento nelle regole del tennis per consentire ai giocatori di ricevere cure mediche durante le partite anche nel caso di crampi.
I migliori piazzamenti in carriera di Matsuoka sono stati il 46º posto al mondo in singolare (nel 1992) e il 95º al mondo in doppio (nel 1989). Si è ritirato dal tour professionistico nell'aprile del 1998. In Coppa Davis ha disputato un totale di 36 partite, collezionando 23 vittorie e 13 sconfitte.

## Statistiche

### Singolare

#### Vittorie (1)
| Numero | Anno           | Torneo           | Superficie | Avversario in finale | Punteggio     |
| 1.     | 27 aprile 1992 | Seoul Open, Seul | Cemento    | Todd Woodbridge      | 6-3, 4-6, 7-5 |

#### Finali perse (2)
| Numero | Anno           | Torneo                             | Superficie | Avversario in finale | Punteggio     |
| 1.     | 8 gennaio 1989 | Wellington Classic, Wellington     | Cemento    | Kelly Evernden       | 5-7, 1-6, 4-6 |
| 2.     | 14 giugno 1992 | Queen's Club Championships, Londra | Erba       | Wayne Ferreira       | 3-6, 4-6      |

### Doppio

#### Vittorie (1)
| Numero | Anno            | Torneo                  | Superficie | Compagno  | Avversari in finale           | Punteggio |
| 1.     | 16 gennaio 1989 | Heineken Open, Auckland | Cemento    | Steve Guy | John Letts Bruce Man Son Hing | 7-6, 7-6  |

### Doppio

#### Finali perse (1)
| Numero | Anno            | Torneo                 | Superficie | Compagno      | Avversari in finale            | Punteggio |
| 1.     | 15 gennaio 1995 | Jakarta Open, Giacarta | Cemento    | Ronald Agénor | David Adams Andrej Ol'chovskij | 5-7, 3-6  |

## Attività post agonistiche
Dopo il suo ritiro dal tennis, Matsuoka è diventato un famoso commentatore sportivo televisivo. È un telecronista sportivo per Hodo Station di TV Asahi, dove conduce interviste e talk show incentrati su atleti di talento. È rimasto comunque nel mondo del tennis con lo "Shuzo Challenge", uno stage per bambini voluto dalla Japan Tennis Association che si tiene ogni anno. Fra coloro che vi hanno partecipato c'è anche Kei Nishikori.
Dal 2000 Matsuoka è stato il conduttore di un mini-programma di cucina settimanale, Kuishinbo! Banzai, su Fuji TV. Dal 2006 Matsuoka ha pubblicato una serie web di video motivazionali chiamata For you (こんなあなたに･･･, Konna Anata ni...), girati in luoghi che visita per lavoro. Mostrano Matsuoka che urla frasi di incoraggiamento alla telecamera, a volte in scenari ridicoli o bizzarri. Questi video sono diventati popolari tra gli utenti internet sia giapponesi che occidentali, accumulando milioni di visualizzazioni e venendo modificati sotto forma di MAD o con l'aggiunta di una musica edificante. Nel 2009 Matsuoka ha espresso entusiasmo per la popolarità della sua serie For you e dei MAD.